# Croton sarocarpus
Espèce
Classification APG II (2003)
Croton sarocarpus est une espèce de plantes à fleurs du genre Croton et de la famille des Euphorbiaceae, présente sur l'île de Socotra au Yémen.